# Dizionario dell'opera lirica
Il Dizionario dell'opera lirica (titolo originale in lingua inglese: The Concise Oxford Dictionary of Opera) è un dizionario enciclopedico dedicato all'opera lirica, curato dai musicologi britannici Harold Rosenthal e John Warrack. Dopo la morte di Rosenthal, è stata preparata una nuova edizione a cura di Warrack e di Ewan West, derivata dall'Oxford Dictionary of Opera curata dagli stessi autori; quest'ultima non è stata ancora tradotta in lingua italiana.

## Struttura
Nell'opera sono elencate, in ordine alfabetico, biografie di autori o di interpreti; voci dedicate alle opere liriche, contenenti il riassunto della trama, informazioni sulla prima, eventuali versioni; voci intitolate alle singole arie o ai personaggi delle opere. Le edizioni in lingua italiana presentano nella traduzione in lingua italiana il titolo delle opere straniere, fatta eccezione per le opere in lingua latina.
Dalla prefazione alla prima edizione in lingua inglese del testo (1964) i due autori indicavano le linee guida nella compilazione del dizionario:
1. le voci riguardano la maggior parte dei paesi del mondo, non solo quelli, come l'Italia e la Germania, in cui l'opera lirica ha avuto più grande sviluppo;
2. riferimenti letterari alle opere letterarie, in prosa o in versi, a cui i libretti si sono ispirati (sono presenti, per esempio, le voci  «Shakespeare William» e «Hugo Victor»;
3. accolto un numero elevato di voci dedicate ai cantanti lirici, anche contemporanei.

Le edizioni italiane presentano un numero aggiuntivo di voci, non presenti nelle edizioni in lingua inglese, contrassegnate da un asterisco.

## Edizioni

### In lingua inglese
- Harold Rosenthal and John Warrack, Concise Oxford dictionary of opera, London: Oxford university press, 1964.
- Harold Rosenthal and John Warrack, The concise Oxford dictionary of opera, 2nd ed, London: Oxford university press, 1983, ISBN 019311321X

### In altre lingue
- Harold Rosenthal e John Warrack, Dizionario dell'opera lirica; traduzione e adattamento di Geraldo Baligioni, Giulio De Angelis, Lina Giappichelli e Sergio Sablich, Firenze: Vallecchi, 1974
- Harold Rosenthal e John Warrack, Dizionario enciclopedico dell'opera lirica; edizione italiana a cura di Luciano Alberti, Firenze: Le Lettere, 1991, ISBN 88-7166-038-2
- Harold Rosenthal e John Warrack, Guide de l'opéra, edizione francese a cura di Roland Mancini e Jean-Jacques Rouveroux, Collana "Les indispensables de la musique", Parigi: Fayard, 1995, ISBN 2213595674